# Cannabis en California

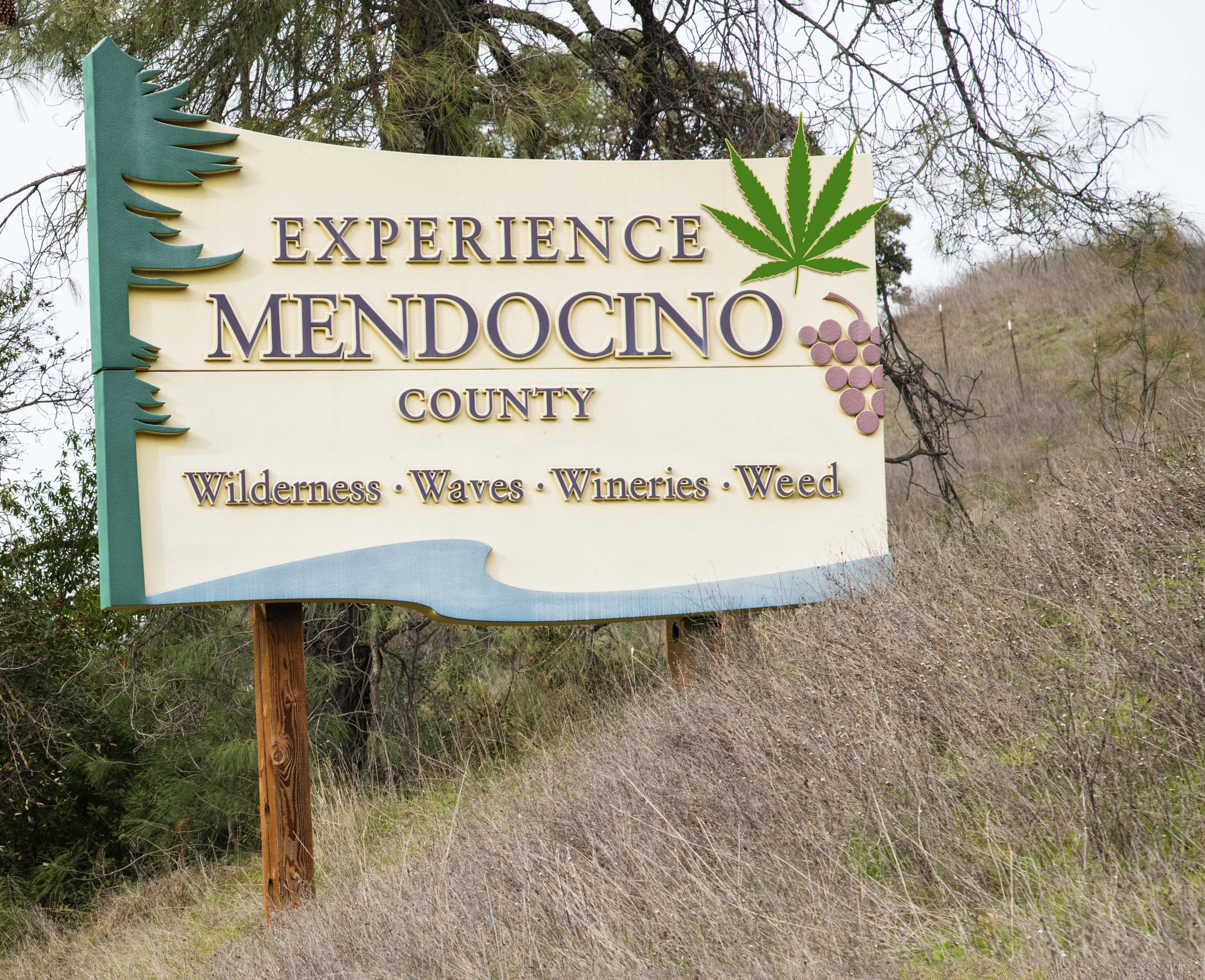
Cartel a la entrada del condado de Mendocino, lugar donde se cultiva el cannabis en California (Triángulo Esmeralda)

El cannabis en California es legal para uso medicinal desde 1996, y para uso recreativo desde 2016. California está a la vanguardia de los esfuerzos para liberalizar las leyes que regulan cannabis en los Estados Unidos, pues en 1972 presentó la primera iniciativa para su legalización (la llamada «Proposición 19»). Aunque no tuvo éxito, California se convertiría más tarde en el primer estado en legalizar el cannabis medicinal con la aprobación en 1996 de la Compassionate Use Act ('Ley de Uso Compasivo' o «Proposición 215»). En noviembre de 2016, los votantes de California aprobaron la Adult Use of Marijuana Act ('Ley de Uso de Marihuana por Adultos', o «Propuesta 64») para legalizar el uso recreativo del cannabis.
Como resultado de la legalización recreativa, los gobiernos locales (ciudades y condados) no pueden prohibir que los adultos cultiven, usen o transporten marihuana para uso personal. Las actividades comerciales pueden estar reguladas o prohibidas por los gobiernos locales, aunque no se pueden prohibir la transferencia entre personas. Tras la legalización recreativa, los cultivadores y proveedores de cannabis medicinal existentes debían registrarse, cumplir con las regulaciones y solicitar permisos, por lo que cerraron más de la mitad de los dispensarios sin ánimo de lucro que proporcionan marihuana medicinal. Las agencias locales han tardado en aprobar las tiendas minoristas que venden cannabis con fines recreativos, y la mayoría de las ciudades y condados prohíben la venta minorista con un enfoque de esperar y ver. Muchos cultivadores existentes han tardado en solicitar permisos, ya que se ha estimado que el 60% o más de todo el cannabis consumido en los Estados Unidos proviene del norte de California. La exportación de marihuana a otros estados sigue siendo ilegal ya que la Administración de Control de Drogas la considera una droga de la Lista 1.
La reducción de la actividad ilegal se considera esencial para el éxito de las operaciones legales que pagan los considerables impuestos evaluados por las autoridades estatales y locales. Muchas personas no tienen tiendas minoristas cercanas que vendan cannabis y continúan comprando a vendedores sin licencia. El cultivo ilegal continúa en áreas rurales remotas. Las redadas y la confiscación por parte de las fuerzas del orden de las operaciones minoristas y de cultivo ilegales han continuado y, en algunos casos, se han intensificado después de la legalización.
Las principales agencias reguladoras de California fueron inicialmente la Oficina de Control de Cannabis (BCC, Bureau of Cannabis Control), el Departamento de Alimentos y Agricultura y el Departamento de Salud Pública.  Sus responsabilidades se fusionaron bajo el Departamento de Control de Cannabis en 2021.
Ley de Derecho de Acceso de los Pacientes al Cannabis Medicinal (SB 1186): Firmada en ley por el Gobernador el 18 de septiembre de 2022, esta Ley impedirá que las agencias locales prohíban la entrega de cannabis medicinal. El propósito de la nueva ley, que será efectiva a partir del 1 de enero de 2024, es permitir que los minoristas que solo entregan productos médicos operen en ciudades y condados que actualmente detienen la entrega médica.